# جان هاف
جان هاف (انگلیسی: John Hough؛ زادهٔ ۲۱ نوامبر ۱۹۴۱) یک کارگردان اهل بریتانیا است.
از فیلم‌ها یا مجموعه‌های تلویزیونی که وی در آن‌ها نقش داشته است می‌توان به شاهد عینی اشاره نمود.